# ألبرت بي. فورسيث
ألبرت بي. فورسيث هو سياسي أمريكي، ولد في 24 مايو 1830 في نيو ريتشموند في الولايات المتحدة، وتوفي في 2 سبتمبر 1906 في إنديبيندنس في الولايات المتحدة. نشط حزبياً في Greenback Party ‏. وقد انتخب عضو مجلس النواب الأمريكي ‏.